# Oude IJsselbrug (Zutphen)
De Oude IJsselbrug bij Zutphen overspant de rivier de IJssel, met aan de noordzijde de IJsselspoorbrug er direct naast.
De brug verbindt Zutphen aan de oostelijke zijde van de IJssel met het dorp De Hoven aan de westelijke kant.
De verkeersbrug heeft van noord naar zuid een voetpad, twee vrij smalle rijstroken voor auto's, een fietspad en nog een voetpad. Het laatstgenoemde voetpad  komt aan de westzijde uit op een trap naar beneden, naar de oever van de IJssel. Voor de rest loopt de brug nog een stuk door.
De brug is tegenwoordig nog een belangrijke verbinding voor het wegverkeer, ook al heeft sinds 1976 de zuidelijk gelegen Cortenoeversebrug de functie voor het doorgaande verkeer tussen Dieren en Lochem overgenomen.

## Afbeeldingen

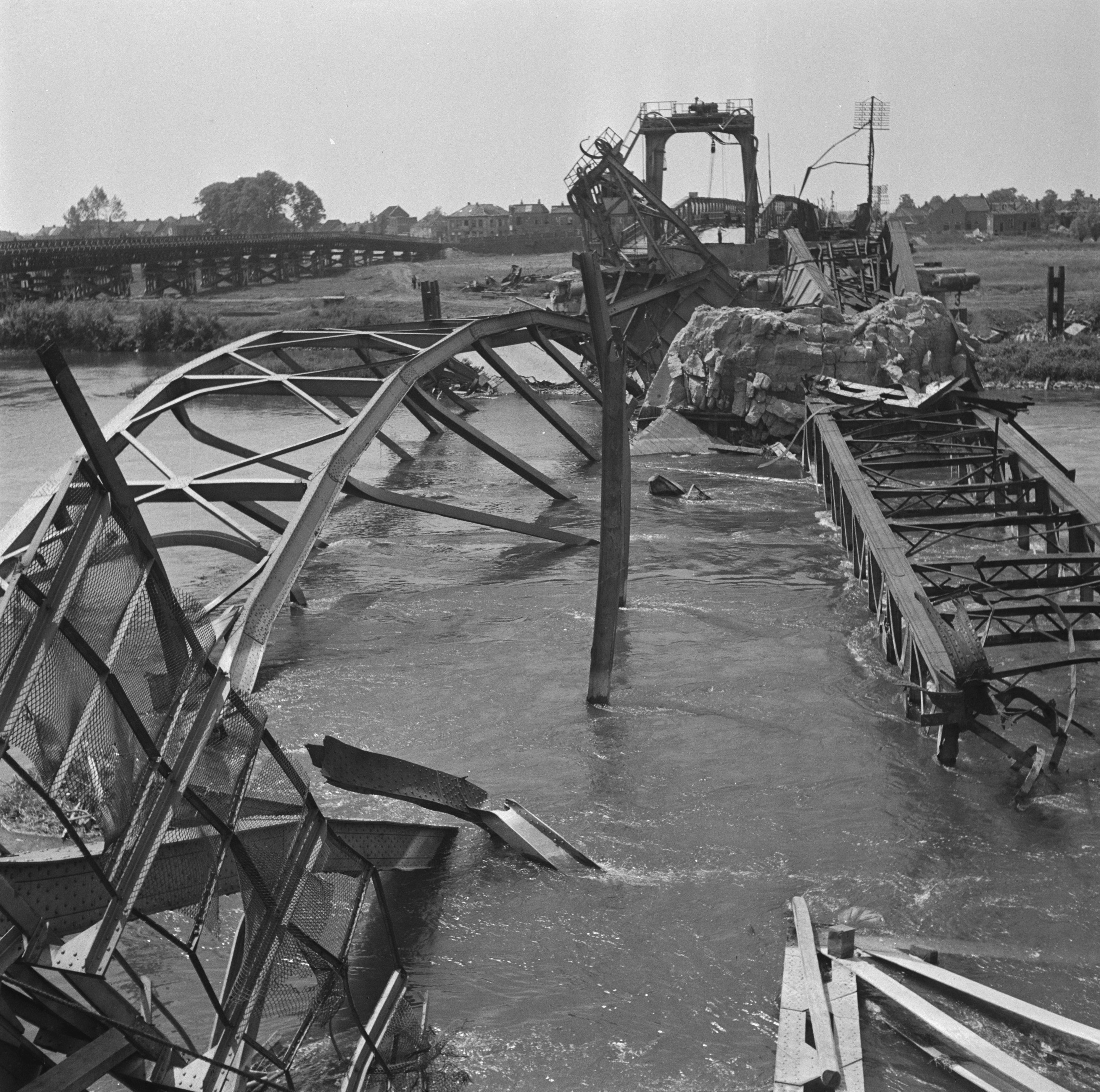
Verwoeste Weg en Spoorbrug in Zutphen, april 1945
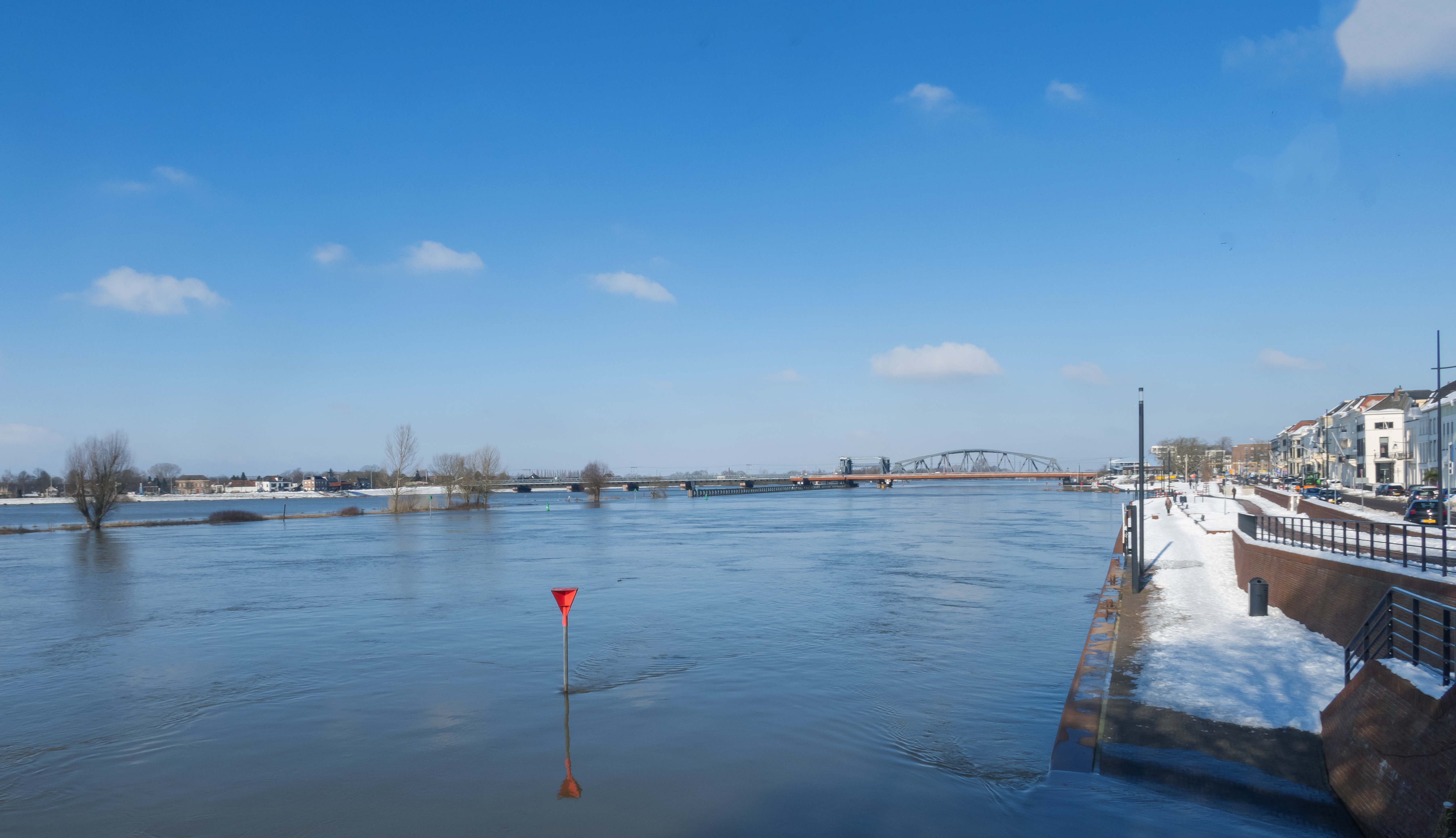
IJssel met hoog water en sneeuw
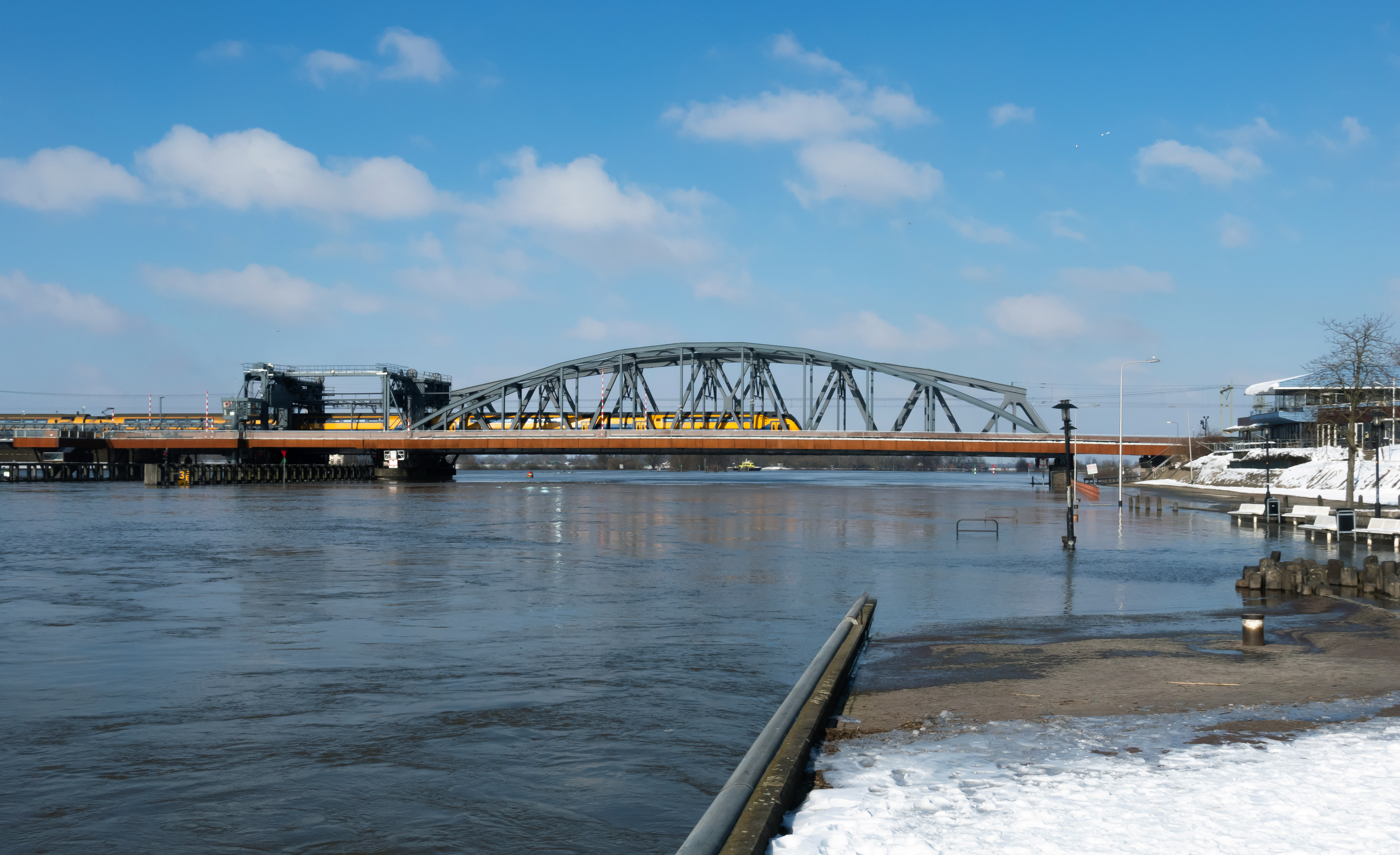
Oude IJsselbrug in de winter